# Gerrit Jacobus Engelbertus Nauta

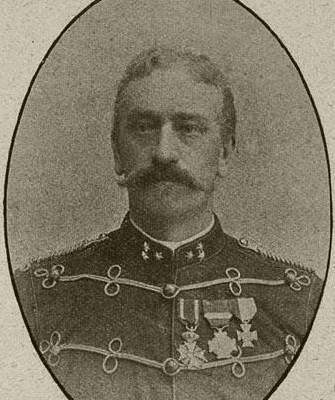
Kapitein der Artillerie G.J.E. Nauta

Gerrit Jacobus Engelbertus Nauta (Leeuwarden, 31 juli 1861 – Batavia, 27 oktober 1902) was een Nederlandse kapitein der artillerie van het Nederlands Indisch leger, ridder in de Militaire Willems-Orde vierde klasse.

## Loopbaan
Nauta werd op 10 juli 1883 benoemd  tot tweede luitenant bij het wapen der artillerie van het Indische leger, gelijktijdig met de voormalige cadetten van de Koninklijke Militaire Academie Van Daalen, J.W. Hissink, L. de Vries en C. Nijenhuis. Op 28 maart 1889 werd hij benoemd tot eerste luitenant, waarna zijn bevordering tot kapitein der artillerie op 28 mei 1894 volgde. Zo vertrok op 4 april 1896 vanuit Tandjong Priok (Batavia) onder grote belangstelling de eerste batterij bergartillerie uit Weltevreden, onder commando van kapitein G.J.E. Nauta, de eerste luitenant L.A.F. Hoolboom, de eerste luitenant J.C. Stuffken en de tweede luitenant G.J.L. Holle, aan boord van de SS Generaal Pel richting Atjeh. Na aankomst te Atjeh nam de 1e batterij bergartillerie vanaf 12 april 1896 deel aan de ontmanteling van posten in de buitenlinie. Op 20 april 1896 was de ontmanteling van de buitenlinie voltooid. In de maanden die volgden nam G.J.E. Nauta regelmatig als commandant van een batterij bergartillerie deel aan de militaire operaties te Atjeh. Bij Koninklijk Besluit van 24 mei 1897 no. 59 werd Nauta benoemd tot ridder vierde klasse der Militaire Willemsorde, ter beloning voor zijn activiteiten tijdens de krijgsverrichtingen in Atjeh in de maanden maart tot en met november 1896. Hij was tevens drager van het Ereteken voor Belangrijke Krijgsbedrijven met de gesp Atjeh 1873-1896 en het Onderscheidingsteken voor Langdurige Dienst als officier. Nauta overleed plotseling, op relatief jonge leeftijd, in 1902. Hij werd met militaire eer te Batavia begraven.